# 阿兰·达瓦卓玛
阿兰·达瓦卓玛（藏語：ཨ་ལན་ཟླ་བ་སྒྲོལ་མ་，威利转写：a lan zla ba sgrol ma，THL：Alan Dawadrolma，藏语拼音：Alan Dawazhoima；1987年7月25日—）是一位中国大陸藏族女歌手，活跃于中国流行乐坛及日本流行乐坛，生於中华人民共和国四川省甘孜藏族自治州丹巴县，后赴日本发展，簽約愛貝克思，由菊池一仁擔任製作人。2007年11月21日在日本初次亮相。
2009年，阿兰的第九張單曲《久远的河》於日本Oricon週銷量榜上獲得季軍，打破王菲於1999年憑《Eyes On Me》打入同榜第九位的紀錄，成為打入Oricon公信榜最高紀錄的華語歌手。

## 經歷

### 中国成长
阿兰原籍四川省甘孜藏族自治州丹巴县（美人谷），在四川省甘孜藏族自治州康定县长大。父亲是四川省的公务员，母亲原是歌手。
阿蘭八岁时开始学习二胡和歌唱，九岁时曾在中央电视台的电视剧《太阳女神》中演出主要角色，並借此入学位于成都的四川音乐学院附属中学，接受二胡的专门训练。16岁时，被北京的中国人民解放军艺术学院聲樂系录取，并拜李双江为师。2007年7月以优异成绩毕业。
2005年時由星文唱片公司以阿兰的名义发行了发烧翻唱碟《声声醉如兰》。2006年在第九届上海亚洲音乐节获银奖。同年春天，阿兰·达瓦卓玛参与愛貝克思唱片公司在全亚洲举行的选秀活动，并且获得签约资格。

### 日本發展
起初，阿兰将赴日本发展事业的决定告诉父母时，他们并不同意。反对的理由是歌手的职业并不稳定，他们亦希望阿蘭能留在军中工作。不过父母终于渐渐理解阿兰的想法，现在阿兰还称他们是世界上最理解她的人。
愛貝克思决定由经验丰富的菊池一仁担任阿兰的制作人，菊池同时也是濱崎步、倖田來未、小事樂團等知名日本藝人的制作人。
2007年11月21日，發表第一張单曲《明日赞歌》在日本首次亮相。2008年3月5日，發表第二張單曲《同心》。
2008年5月汶川大地震时期，发行特别单曲《幸福的钟声》，与此同时发行了该歌曲的中文版《爱就是手》，并向中国红十字会捐款，帮助自己家乡的受难者。另外還出演日本心系四川的慈善演唱会活动，当月在戛纳电影节上演出。
2008年6月8日，於《NHK Save the Future 演唱會》與坂本龍一合作，壓軸演唱新曲《怀念的未来～longing future～》。7月2日，以五個月連續“創造地球的五大元素”為題發表第三張單曲，初章為“地”的單曲《懷念的未來～longing future～》。8月13日，發表第四張單曲，“創造地球的五大元素”第二章“空”的單曲《天空之歌》。9月10日，發表第五張單曲，“創造地球的五大元素”第三章“风”的單曲《风捎来的信》。10月15日，發表第六張單曲，“創造地球的五大元素”第四章“火”的單曲《RED CLIFF～心·战～》，此張單曲為吴宇森執導以三国歷史為題材的電影，製片預算8千萬美元的電影《赤壁》的中文版及日文版主題曲，中文版名《心·战～RED CLIFF～》，日文版名。该電影上映日期為2008年7月10日（中國大陸、香港、台灣、韓國），日本上映日則為2008年11月1日。
2008年11月12日，發表第七張單曲，“創造地球的五大元素”最終章“水”的單曲，（眷顾的甘霖）。
2009年1月15日，《赤壁》下集的《赤壁－決戰天下》上映，阿兰再度擔當演唱其中文版主題曲《赤壁～大江东去～》及日文版主題曲《久远的河》，《久远的河》同時為阿兰的第九張單曲。
2009年2月4日，發表第八張單曲《群青的山谷》。
2009年4月8日，發表第九張單曲《久远的河》。
2009年9月2日，發表第十張單曲《BALLAD～无名恋歌～》。
2009年11月4日，發表第十一張單曲《Swear》。
2010年2月3日，發表第十二張單曲《Diamond/Over the clouds》。
2010年7月7日，發表第十三张单曲《迎风的花》
2010年10月13日，發表第十四张单曲《沉眠在雪中的悲伤》
2011年2月20日，发表中文单曲《樱花的眼泪》 
2011年6月29日，發表第十五张单曲《みんなでね ～PANDA with Candy BEAR's～/「生きる」》
2011年7月31日，阿兰在人见记念讲堂东京演唱会上明确向歌迷表示，今后把个人事业的发展重点转移到中国国内。
2014年12月20日，阿兰在东京日本青年馆开演两场Alan Symphony 2014演唱会，下午（15点）晚上（19点）各一场。

### 回国發展
2011年11月18日，阿兰发表单曲《我回来了》，同月22日签约乐华娱乐。
2012年6月18日，阿兰发表新专辑《Love Song》。
2013年11月，阿兰参加深圳卫视中国音超节目。
2014年，阿兰演唱骏梦游戏产品《秦时明月》主题曲。
2014年2月，《新仙剑 Online》邀请阿兰演唱主题曲《宿命横着写》，主题曲由日本动漫配乐人、作曲家和田薰与台湾作词人方文山操刀。
2014年，参加浙江卫视《星星的密室》节目第五期，第五期播出时间为2014年11月16日。
2015年，阿蘭與樂華娛樂解約。同年自組成立阿蘭工作室。
2021年，簽約並重新加入愛貝克思。
2023年，首登春晚舞台，表演合唱曲目《我的家乡》。

## 音樂作品

### 日语唱片

#### 單曲
| 序号 | 單曲名稱 | 官方译名                                         | 发行日期       | 公信榜累计销量 | 最高排名 | 在榜时间 |
| ---- | -------- | ------------------------------------------------ | -------------- | -------------- | -------- | -------- |
| 1st  |          | 明日赞歌                                         | 2007年11月21日 | 4,729张        | 69位     | 6周      |
| 2nd  |          | 同心                                             | 2008年3月5日   | 1,486张        | 100位    | 2周      |
| 3rd  |          | 怀念的未来～longing future～                     | 2008年7月2日   | 10,267张       | 19位     | 6周      |
| 4th  |          | 天空之歌                                         | 2008年8月13日  | 4,537张        | 34位     | 4周      |
| 5th  |          | 风捎来的信                                       | 2008年9月10日  | 3,914张        | 34位     | 3周      |
| 6th  |          | RED CLIFF～心·战～                               | 2008年10月15日 | 15,642张       | 23位     | 10周     |
| 7th  |          | 眷顾的甘霖                                       | 2008年11月12日 | 5,422张        | 30位     | 3周      |
| 8th  |          | 群青的山谷                                       | 2009年2月4日   | 4,580张        | 30位     | 3周      |
| 9th  |          | 久远的河                                         | 2009年4月8日   | 37,740张       | 3位      | 13周     |
| 10th |          | BALLAD～无名恋歌～                               | 2009年9月2日   | 13,925张       | 11位     | 7周      |
| 11th |          | Swear                                            | 2009年11月4日  | 3,854张        | 35位     | 3周      |
| 12th |          | Diamond/Over the clouds                          | 2010年2月3日   | 8,976张        | 20位     | 7周      |
| 13th |          | 迎风的花                                         | 2010年7月7日   | 8,094张        | 17位     | 3周      |
| 14th |          | 沉眠在雪中的悲伤                                 | 2010年10月13日 | 5,624张        | 20位     | 4周      |
| 15th |          | 大家一起來 ～PANDA with Candy BEAR’s～ /「活著」 | 2011年6月29日  | 5,306张        | 25位     | 2周      |
| 16th |          | DREAM EXPRESS ～夢現空間超特急～                 | 2013年8月21日  | 339张          | 196位    | 1周      |
| 17th |          | 道標                                             | 2015年11月6日  | 张             | 位       | 周       |

#### 合作单曲
| 单曲名称 | 官方译名   | 发行日期     | 公信榜累计销量 |
| -------- | ---------- | ------------ | -------------- |
|          | 爱就是力量 | 2011年1月1日 | 878张          |

#### 專輯
| 序号 | 专辑名稱 | 官方译名 | 发行日期       | 公信榜累计销量 | 最高排名 | 在榜时间 |
| ---- | -------- | -------- | -------------- | -------------- | -------- | -------- |
| 1st  |          | 地球之声 | 2009年3月4日   | 25,025张       | 15位     | 15周     |
| 2nd  |          | 我的人生 | 2009年11月25日 | 21,065张       | 16位     | 7周      |

#### 精选专辑
| 序号 | 专辑名称           | 官方译名          | 发行日期     | 公信榜累计销量 | 最高排名 | 在榜时间 |
| ---- | ------------------ | ----------------- | ------------ | -------------- | -------- | -------- |
| 1st  | JAPAN PREMIUM BEST | 日文珍藏精选&新曲 | 2011年3月2日 | 12,406张       | 15位     | 6周      |

#### DVD
| 序号 | DVD名称 | 官方译名 | 发行日期       | 公信榜累计销量 | 最高排名 | 在榜时间 |
| ---- | ------- | -------- | -------------- | -------------- | -------- | -------- |
| 1st  |         |          | 2010年3月24日  | 2,675张        | 10位     | 1周      |
| 2nd  |         |          | 2011年12月21日 |                |          |          |
| 3rd  |         |          | 2015年3月31日  |                |          |          |

#### 配信曲
1. （2008年5月20日），汶川大地震义援活动曲目
2. Liberty （2009年1月5日），电视剧「非婚同盟（日语：非婚同盟）」主题曲
3. Happy Birthday to You（2010年1月12日），日本Unicef协会（日语：日本ユニセフ協会）的“HAPPY BIRTHDAY DOWNLOAD for children”活动的慈善歌曲。
4. The Lost Eden（2015年9月29日）

#### 参加作品
1. TOKYO PUDDING presents TOKYO SOUNDSCAPES /
2. / 凛 - 友情演唱。收录于2007年12月5日发行的专辑「源氏物语」（源氏ノスタルジー）。
3. 收录于2009年1月28日发行专辑（Disney Tribute）。
4. 与福井敬的合作单曲，东京电视台时代剧《戦国疾風伝 二人の軍師 秀吉に天下を獲らせた男たち》主题曲，于2011年1月1日发行。

### 华语唱片

#### 星文旗下
- 声声醉如兰（2005年8月15日）
该碟为发烧碟

1. 翅膀（原唱：王心凌）
2. 遇见（原唱：孙燕姿）
3. 栀子花开（原唱：何炅）
4. Gardenia in Blossom（栀子花开 英文版）（原唱：何炅）
5. 玻璃杯（原唱：曹慧娟&卢晓芸）
6. 童话（原唱：光良）
7. 醉清风（原唱：弦子）
8. 你到底爱谁（原唱：刘嘉亮）
9. 宁夏（原唱：梁靜茹）
10. 被风吹过的夏天（原唱：林俊杰&金莎）
11. 最浪漫的事（原唱：赵咏华）
12. 一辈子的孤单（原唱：刘若英）
13. 十年（原唱：陳奕迅）

- 遇见阿兰（2006年7月19日）
阿兰日本走红后星文发行的《声声醉如兰》再版。
与《声声醉如兰》内容大致相同，只是歌曲顺序不同，并增加一首新曲。
新曲为「忍不住眼泪」（原唱：华少翌）

#### avex旗下

##### 专辑
| 序号 | 专辑名称     | 发行日期                    |
| ---- | ------------ | --------------------------- |
| 1st  | 心的东方     | 2009年7月10日 2009年7月22日 |
| 2nd  | 我想好好愛你 | 2021年10月14日              |

##### 迷你专辑（EP）
| 序号 | 专辑名称                | 发行日期                    |
| ---- | ----------------------- | --------------------------- |
| 1st  | 心·战～RED CLIFF～      | 2008年6月18日               |
| 2nd  | 兰色～Love Moon Light～ | 2010年4月16日 2010年4月26日 |

##### 单曲
| 序号 | 单曲名称         | 发行日期       | 单曲性质                                |
| ---- | ---------------- | -------------- | --------------------------------------- |
| 1st  | 爱就是手         | 2008年5月20日  | 汶川大地震义援单曲                      |
| 2nd  | 加油！你有ME！   | 2008年10月29日 | 爱普生广告宣传单曲                      |
| 3rd  | 赤壁～大江东去～ | 2009年4月8日   | 《赤壁》中文版主题曲                    |
| 4th  | 呼喚             | 2011年1月17日  | 中日合作動畫《藏獒多吉》中文版主題曲    |
| 5th  | 櫻花的眼淚       | 2011年2月20日  | 《Eternal Love ～恋の花～》中文版主题曲 |
| 6th  | 一念執著         | 2011年6月18日  | 與胡歌合唱，《步步驚心》電視劇主題曲    |

#### 樂華旗下

##### 专辑
| 序号 | 专辑名称  | 发行日期                    |
| ---- | --------- | --------------------------- |
| 1st  | Love Song | 2012年6月18日 2012年6月22日 |
| 2nd  | 蓦兰      | 2014年7月14日               |

##### 单曲
| 序号 | 单曲名称   | 发行日期       | 单曲性质                                  |
| ---- | ---------- | -------------- | ----------------------------------------- |
| 1st  | 我回來了   | 2011年11月18日 | 回國發展後首支單曲，後收錄於《Love Song》 |
| 2nd  | 为爱成魔   | 2014年5月28日  | 游戏《新仙剑》国际特别版主题曲            |
| 3rd  | 遥远的重逢 | 2014年6月10日  | 3D动画电影《秦时明月之龙腾万里》插曲      |
| 4th  | 真爱无双   | 2014年10月31日 | 手游《神雕侠侣》主题曲                    |

#### 阿兰工作室

##### 专辑
| 序号 | 专辑名称 | 发行日期       |
| ---- | -------- | -------------- |
| 1st  | 十念     | 2017年11月24日 |

##### 单曲
| 序号 | 单曲名称         | 发行日期       | 单曲性质                     |
| ---- | ---------------- | -------------- | ---------------------------- |
| 1st  | 千古             | 2015年7月14日  | 电视连续剧《花千骨》片头曲   |
| 2nd  | The Lost Eden    | 2015年9月29日  | 动漫《雏蜂》日语版主题曲     |
| 3rd  | 一梦千寻         | 2015年11月25日 | 出道八周年纪念曲             |
| 4th  | 霸道天下         | 2016年1月26日  | 手游《霸道天下》同名主题曲   |
| 5th  | 心花             | 2016年4月15日  |                              |
| 6th  | 唱给天空听       | 2016年5月9日   | 相宜本草“雪域火种计划”主题曲 |
| 7th  | 一朵雲           | 2016年7月25日  |                              |
| 8th  | 上师祈祷文       | 2016年9月7日   |                              |
| 9th  | 兰之乐光         | 2017年4月19日  |                              |
| 10th | 幻梦             | 2017年4月26日  | 网络电影《捉妖学院》主题曲   |
| 11th | 不负人间         | 2017年5月10日  | 布袋戏《江湖救援团》主题曲   |
| 12th | 龙女             | 2017年5月20日  | 网易手游《镇魔曲》角色主题曲 |
| 13th | 热血三国         | 2017年6月22日  | 游戏《热血三国》同名主题曲   |
| 14th | 做个磨人的小妖精 | 2017年10月17日 | 专辑《十念》推广曲           |
| 15th | 美人谷           | 2017年10月27日 |                              |
| 16th | Time Goes By     | 2017年11月3日  |                              |
| 17th | 乐此不疲         | 2017年11月10日 |                              |
| 18th | 赌注             | 2017年11月17日 |                              |
| 19th | 有你真好         | 2017年12月29日 | 电视剧《亲爱的她们》推广曲   |
| 20th | 转念             | 2018年6月6日   | 超级网剧《钟馗捉妖记》主题曲 |
| 21st | 離兮             | 2018年8月3日   | 電影《風語咒》守護版主題曲   |
| 22nd | 拈花笑           | 2018年8月10日  |                              |
| 23rd | 好热好热         | 2018年8月10日  |                              |
| 24th | 叹相思           | 2018年10月17日 | 电视剧《盛唐幻夜》片尾曲     |
| 25th | 天涯寄北         | 2019年5月29日  | 《天涯明月刀》主題曲         |
| 26th | 朝暮             | 2019年8月28日  |                              |
| 27th | 远飞的大雁       | 2019年9月20日  | 電影《中国机长》推广曲       |
| 28th | 冰之翼           | 2019年11月21日 | 電影《冰峰暴》主題曲         |
| 29th | 熊猫侠           | 2019年12月4日  | 四川青年志愿者代言曲         |
| 30th | 夢中的圖瓦盧     | 2019年12月11日 |                              |
| 31th | 新年好           | 2020年1月1日   |                              |
| 32th | 每一滴泪是一颗星 | 2020年4月19日  | 电视剧《天醒之路》插曲       |
| 33th | 星灯             | 2020年5月31日  | 《咪咕天地间》公益歌曲       |
| 34th | 无相             | 2020年6月24日  |                              |
| 35th | 情缘             | 2020年6月24日  |                              |
| 36th | 晚               | 2020年8月7日   |                              |
| 37th | 不忘相思         | 2020年8月25日  |                              |
| 38th | 布达拉宫         | 2020年10月23日 |                              |

##### 参加作品
| 单曲名称     | 发行日期       | 单曲性质                       |
| ------------ | -------------- | ------------------------------ |
| 最完美的分手 | 2019年6月11日  | 李克勤专辑《你是我的大明星》   |
| 白衣的天使   | 2019年7月15日  | “关爱藏区公益再行动”主题曲     |
| 等爱         | 2019年10月24日 | 电视剧《海棠经雨胭脂透》片尾曲 |
| 追究         | 2019年12月19日 | 电视剧《劍王朝》插曲           |

#### 爱贝克斯

##### 单曲
| 序号 | 单曲名称            | 发行日期      | 单曲性质 |
| ---- | ------------------- | ------------- | -------- |
| 1st  | Promise to Love You | 2021年4月19日 |          |
| 2nd  | 晨霭                | 2021年8月6日  |          |

##### 参加作品
| 单曲名称 | 发行日期      | 单曲性质                       |
| -------- | ------------- | ------------------------------ |
| 紫罗兰   | 2021年3月31日 | 电视剧《明天我们好好过》片尾曲 |
| 故乡遥   | 2021年7月20日 | 电视剧《阿坝一家人》片尾曲     |

## 演唱會
Alan 1st concert - voice of you
1. 2010年1月14日 - Zepp Nagoya
2. 2010年1月24日 - 昭和女子大学人見記念講堂
3. 2010年1月31日 - サンケイホール ブリーゼ

Alan 2nd concert - alan symphony 2010
1. 2010年7月16日 - NHK大阪ホール
2. 2010年7月23日 - Bunkamuraオーチャードホール
3. 2010年7月24日 - Bunkamuraオーチャードホール

Alan Family Meeting
1. 2011年7月14日 - BIG CAT(大阪)
2. 2011年7月15日 - ボトムライン (名古屋)

Alan JAPAN PREMIUM BEST & MORE LIVE 2011
2011年7月31日 - 昭和女子大学人見記念講堂
Alan 阿蘭家族大集合 LIVE 2014
2014年5月24日 - 山野会馆
阿兰2014全球巡回演唱会成都
2014年11月22日 - AMC Live House
Alan Symphony 2014
2014年12月20日 - 日本青年馆
阿兰2017 best&more 成都演唱会
2017年2月18日 - 世外桃源大剧院
阿兰2017 best&more 深圳演唱会
2017年10月15日 - 深圳蛇口风华大剧院

## 影視作品

### 电视劇
- 1996年《太阳女神》飾 卓玛
- 2010年《怎么会爱上你》飾 阿兰（客串）
- 2013年《粉红女郎·爱人快跑》
- 2016年《女汉子真爱公式》
- 2017年《热血江湖之梦幻奇缘》

### 短劇/微电影
- 2008年《音女》
- 2012年《我的双面女友》
- 2012年《Love Song》
- 2012年《lan lan》

### 配音
- 2011年《藏獒多吉》梅朵拉姆

### 綜藝節目
- 2013年 CCTV 梦想星搭档 第一季
- 2014年 浙江卫视 星星的密室第一季 参赛嘉宾
- 2014年 天津卫视《国色天香》
- 2014年 贵州卫视 让世界听见 第一季
- 2015年 江苏卫视 唱游天下 第一季
- 2016年 CCTV 叮咯咙咚呛 第二季
- 2019年 河北衛視、騰訊 《邻家诗话》
- 2019年 北京衛視 中歌會
- 2021年 乘风破浪的姐姐 (第二季)选手
- 2021年 天賜的聲音 (第二季)